# 위홍 (고평후)
위홍(魏弘, ? ~ ?) 또는 위빈(魏賓)은 전한 후기의 제후로, 제음군 정도현(定陶縣) 사람이다. 승상 위상의 아들이다.

## 행적
신작 3년(기원전 59년), 위상의 뒤를 이어 고평후(高平侯)에 봉해졌다.
감로 3년(기원전 51년), 종묘의 사마문(司馬門)에 말을 타고 드나든 죄로 관내후로 강등되었다.

## 출전
- 반고, 《한서》 권18 외척은택후표